# Самый опасный человек в Америке: Даниэль Эллсберг и документы Пентагона
«Самый опасный человек в Америке: Даниэль Эллсберг и документы Пентагона» (англ. The Most Dangerous Man in America: Daniel Ellsberg and the Pentagon Papers) — документальный фильм 2009 года режиссёров Джудит Эрлих и Рика Голдсмита. Фильм рассказывает о Даниэле Эллсберге, исследуя события, приведшие к публикации документов Пентагона, разоблачивших сверхсекретную историю участия Соединенных Штатов Америки в войне во Вьетнаме.

## Сюжет
Молодой, вдумчивый выпускник Гарварда Даниэль Эллсберг с легендарными аналитическими способностями, в конце 1950-х годов поступил на работу в корпорацию RAND как стратегический аналитик. Бывший морской офицер рвался в бой за демократию против того, что видел как шествие сталинской диктатуры по всему миру. В 1964 году он пошёл работать в Пентагон, во время инцидента в Тонкинском заливе, использованном президентом Джонсоном для наращивая американского присутствия во Вьетнаме. Когда Эллсберг увидел, что его исследования используется для оправдывания бомбардировок, он стал копать глубже в историю вовлеченности США с Индокитае, и стал испытывать серьёзные моральные сомнения по поводу войны — «молчание на публике сделало меня соучастником». Эллсберг даже съездил во Вьетнам, для того чтобы посмотреть как всё там прогрессирует. Эта поездка, однако, убедила его, что Америка не может победить. Он сумел убедить министра обороны Роберта Макнамару, что дела идут не очень хорошо, но Макнамара заявил журналистам, что «военные успехи превзошли наши ожидания».
В 1969 году Эллсберг, уже как один из высших чиновников Пентагона, эксперт по вопросам военной стратегии пришёл к выводу, что вся политика США построена на лжи. Вооружённый только своей совестью, решимостью и огромной картотекой, Эллсберг изымает из архива семь тысяч страниц совершенно секретных документов, ксерокопирует их с сыновьями в доме в Малибу, и передает в 1971 году в «The New York Times», после чего они расходятся в заголовки газет по всему миру. Одними провозглашённый героем, а другими подвергнутый остракизму, Элсберг, названный Генри Киссинджером «самым опасным человеком в Америке, который должен быть остановлен любой ценой», чуть не попал в тюрьму на 150 лет.
Этот фильм является историей о том, как один человек своими действиями, приведшими к уотергейтскому скандалу, отставке президента Никсона и окончанию войны во Вьетнаме, может изменить мир.
История рассказывается самим Эллсбергом, в интервью нашего времени и архивных кадрах, а также второстепенными персонажами, в том числе его женой Патрисией и сыном Робертом, «сообщником» Тони Руссо, гражданским активистом и историком Говардом Зинном, журналистами Хедриком Смитом и Максом Франкелем, адвокатами Ленни Уэйнглассом и Джеймс Гудаллом, участниками Уотергейта Эгилем Крогом и Джоном Дином, и самим хранителем тайн Белого дома — президентом Ричардом Никсоном.

## Производство
В начале работы над фильмом, его создатели связались с сайтом «Nixontapes.org» для получения всех разговоров Никсона, записанных на аудиоплёнку, и использованных в основном в финале картины. В интервью «Democracy Now!» Джудит Эрлих рассказала как ней пришла идея этого фильма

Ну, Даниэль за несколько лет до этого написал автобиографию «Секреты», в то время — я имею в виду произошедшее тридцать пять лет назад, и прошло тридцать пять лет, прежде чем мы начали фильм. И нам казалось, что много людей вдруг заинтересуются историей. И это — я думаю, что мы, среди некоторых других режиссёров, чувствовали, что это было удивительным, что никто не сделал эту историю. Казалось, что нет такого естественного политического триллера; без придумывования, такой отличный рассказ, что, вы знаете, здесь был человек, который был — совершил этот акт совести, что действительно закончилось низведением администрации Никсона. И как только мы — тем больше мы узнали об этом — я имею в виду, мы были из поколения, который знал эту историю, мы думали. Но чем больше мы об этом узнавали, чем больше мы думали — «Какая сказочное история! Какой великий урок для всех о том как стоять за то, что правильно!»
Оригинальный текст (англ.)Well, Daniel had written his autobiography Secrets a few years before, and at the time — I mean, this happened thirty-five years ago, or it happened thirty-five years before we started the film. And we — it seemed like a lot of people suddenly got interested in the story. And it’s — I think we, among some other filmmakers, felt that it was amazing no one had made this story. It seemed like such a natural political thriller; without having to concoct anything, what a great story, that, you know, here was someone who had — had made this act of conscience that really ended up bringing down the Nixon administration. And once we — the more we learned about it — I mean, we were of the generation that knew this story, we thought. But the more we learned about it, the more we thought, “What a fabulous story! What a great lesson for everyone about standing up for what’s right!”

## Показы
В июне 2010 года фильм показывался в рамках внеконкурсной программы на 32-м Московском международном кинофестивале. 5 октября 2010 года фильм был показан в серии документальных фильмов «POV» на телеканале «PBS», получившем за это премию Пибоди. 22 января 2011 года фильм был показан на телеканале «Культура» в программе «Смотрим… Обсуждаем…». В сентябре показы прошли на Фестивале американского документального кино в Астане, а в октябре — на первом Фестивале американского кино «Независимость» в Киеве.

## Критика
На сайте «Metacritic» рейтинг фильма на основе 18 отзывов составляет 75 %. Однако, его касса составила только 453,650 долларов США.
Джонатан Ким из «The Huffington Post» сказал, что «как и многие люди, родившиеся после войны во Вьетнаме, я никогда не слышал о Даниэле Эллсберге. Это не оправдание или предлог, просто констатация факта». После взятого у Эллсберга интервью, Ким, находясь в возбуждении пошёл в арт-центр:

Когда я смотрел на произведения искусства, человек подошёл ко мне и спросил, что это вы только что брали интервью у Эллсберга. Я сказал ему да, и он сердечно поздравил меня с моим достижением. Он рассказал свои воспоминания, о том когда он был молодым человеком во время Вьетнамской войны и сколько Эллсберг значил для него самого и друзей, которые были против войны. Мы поговорили ещё несколько минут, и это было восхитительно чувствовать себя рядом с незнакомцем, взволнованным тем, что я говорил с живой легендой. «Он был такой храбрый. Он действительно изменил историю. Он так много сделал для этой страны», сказал он мне.
Оригинальный текст (англ.)As I looked at the artwork, a man came up to me and asked if I had just interviewed Ellsberg. I told him I had, and he gave me a hearty congratulation on my achievement. He recounted his memories of being a young man during the Vietnam War and how much Ellsberg had meant to himself and his other friends who were against the war. We talked for a few minutes more, and it was amazing to feel how excited this stranger was for me that I had been able to talk to a living legend. "He was so brave. He really changed history. He did so much for this country," he told me.

Ему же, во время проката фильма в кинотеатрах США, вторил Уолкер Гласкок, сказавший — «Герой или предатель? Такова дискуссия, которая началась в связи с решением Даниэля Эллсберга выложить тысячи страниц секретных документов „The New York Times“ в 1971 году. Этот фильм охватывает один из многих поляризационных вопросов в том, что было, возможно, самым противоречивым периодом в истории Соединённых Штатов».
Мик Ла-Салле из «San Francisco Chronicle» сказал, что этот превосходный документальный фильм стоит посмотреть, чтобы увидеть как Эллсберг «рассказывает историю целой эпохи в американской политической истории, картину лжи, которую получила США во Вьетнаме и смесь лжи и пропаганды, в которой нас держали», понять, что «Эллсберг знал, что вся история атаки в Тонкинском заливе, которая вызвала эскалацию войны Джонсоном, была основана на ложной информации. И сам Эллсберг участвовал в создании благовидных отчетов о северовьетнамских военных преступлениях», и в конце сделать вывод, что «любому человеку с любым сомнением в значимости, в функционирующей демократии, американских газетах — с рабочими редакциями, полными профессиональными, платными журналистов — нужно посмотреть этот фильм». Майк Хэйл из «The New York Times» отметил, что в то время как «сюжет фильма развивается, параллели между событиями, которые он описывает и последующее поведение американских администраций во время конфликтов в Центральной Америке и на Ближнем Востоке, в основном, остались невысказанными. Многие зрители, однако, уйдут с удручающей мыслью „история повторяется“, и Эллсберг говорит сам себя спрашивая, почему уроки Вьетнама и Уотергейта, кажется, так быстро исчезают». Так же считает и Ронни Шейб из «Variety», сказавший, что фильм «мудро позволяет провести очевидные и невысказанные параллели между Вьетнамом и Ираком». В свою очередь, Дж. Р. Джонс из «Chicago Reader» сказал, что «фильм становится особенно правдивым, когда рассказывает о дебатах публиковать ли украденный документ; все отрепетированные в течение этого периода аргументы о национальной безопасности и праве общественности на получение информации, вернулись к временам Буша, после того как „Times“ сообщила о программах внутреннего наблюдения Агентства национальной безопасности и программе отслеживания средств терроризма Министерства финансов».
Энн Хорнадэй из «The Washington Post» отметила, что этот фильм состоит из разных жанров: романтика, действие, семейная драма, «и, самое главное, классический, убедительный рассказ о моральной храбрости одного человека против коррумпированной и чрезмерной государственной власти. Там даже есть случайный проблеск маловероятной комедии, особенно в светских президентских вспышках, захваченных лентами Никсона. Если вы обнаружили что смеётесь, то это только потому, что слишком больно, чтобы плакать». Дэвид Денби из «The New Yorker» заметил, что фильм «драматизирует своего рода светское духовное путешествие от воина к анти-воину, от аналитика до активиста, от патриота до „предателя“». Кинокритик Роджер Эберт сказал, что:

Это умелый, хорошо сделанный фильм, хотя, поскольку Эллсберг является рассказчиком, он не исследуется очень глубоко. Мы видим его версию самого себя. Было собрано большое количество соответствующих кадров, перемежающихся с воссозданными событиями, анимацией и записями Ричарда Никсона из Белого дома, который в полной мере выступал за ядерную бомбардировку Ханоя. Киссинджер был очевидным голосом сдержанности. Если вы можете думать о другой войне, оправданной сфабрикованными доказательствами и другим секретарём кабинета министров ушедшим в отставку без ясных причин, то вы свободны, однако фильм не проводит таких параллелей.
Оригинальный текст (англ.)It is a skillful, well-made film, although, since Ellsberg is the narrator, it doesn't probe him very deeply. We see his version of himself. A great deal of relevant footage has been assembled and is intercut with stage re-creations, animations and the White House tapes of Richard Nixon, who fully advocated the nuclear bombing of Hanoi. Kissinger was apparently a voice of restraint. If you can think of another war justified by fabricated evidence and another Cabinet secretary who resigned without being very clear about his reasons, you're free to, but the film draws no parallels.

## Награды и номинации
| Награда                                                   | Категория                                                 | Результат |
| --------------------------------------------------------- | --------------------------------------------------------- | --------- |
| «Оскар» — 2010                                            | Лучший документальный полнометражный фильм                | Номинация |
| Прайм-тайм премия «Эмми» — 2011                           | За исключительные заслуги в документальной кинематографии | Номинация |
| Международный кинофестиваль в Палм-Спрингс                | Приз зрительских симпатий за лучший документальный фильм  | Победа    |
| Национальный совет кинокритиков США                       | Награда за свободу выражения                              | Победа    |
| Кинофестиваль в Милл-Вэлли                                | Приз зрительских симпатий за лучший документальный фильм  | Победа    |
| Международный кинофестиваль в Сан-Луис-Обиспо             | Лучший фильм фестиваля                                    | Победа    |
| Международный кинофестиваль в Боулдере                    | Лучший документальный фильм                               | Победа    |
| Кинофестиваль во Фресно                                   | Приз зрительских симпатий за лучший документальный фильм  | Победа    |
| Фестиваль в Мендочино                                     | Приз зрительских симпатий                                 | Победа    |
| Кинофестиваль в Траверс-сити                              | Приз зрительских симпатий за лучший документальный фильм  | Победа    |
| Американская историческая ассоциация                      | Кинонаграда Джона О’Коннора                               | Победа    |
| History Makers Award                                      | Лучший исторический фильм                                 | Победа    |
| Международный кинофестиваль в Сиднее                      | Лучший документальный фильм                               | Победа    |
| Фестиваль «It's All True»                                 | Приз зрительских симпатий за лучший документальный фильм  | Победа    |
| Кинофестиваль «Докавив»                                   | Специальное упоминание жюри                               | Победа    |
| Международный фестиваль документального кино в Амстердаме | Специальный приз жюри                                     | Победа    |